# Народна дидактика
Народна дидактика — складова частина народної педагогіки, яка об’єднує в собі педагогічні знання й досвід українського народу в галузі навчання – погляди народу на освіту, на її мету й завдання сукупність вироблених і застосовуваних засобів виховання. Принципи народної дидактики, власне, ті ж, що й у науковій педагогіці – індивідуальний підхід до дитини, гуманізм, систематичність, наступність, послідовність, доступність, зв’язок з практикою, єдність навчання і виховання. Джерела здобуття знань у народі сьогодні – спостереження природи, навколишнього світу, спілкування з досвідченими та освіченими людьми, школа, книги, преса, інші засоби масової інформації – радіо, телебачення тощо. Народ завжди високо цінував знання, розуміючи їх як складову частину національної духовності.